# روبرت هاکوبیان (سیاستمدار)
روبرت آشوتی هاکوبیان (ارمنی: Ռոբերտ Աշոտի Հակոբյան؛ زادهٔ ۱ ژوئیهٔ ۱۹۴۵ - درگذشته ۳۱ ژوئیهٔ ۲۰۱۹) یک  سیاستمدار اهل ارمنستان بود که از تاریخ ۱۹۹۰ تا تاریخ ۱۹۹۵ سمت نمایندگی دوره اول شورای عالی جمهوری ارمنستان را برعهده داشت.

## زندگی‌نامه
در ۱ ژوئیهٔ ۱۹۴۵ ‏ در ایروان به دنیا آمد .  وی در  ۳۱ ژوئیهٔ ۲۰۱۹ در سن ۷۴ سالگی درگذشت.